# Witwenstelze
Die Witwenstelze (Motacilla aguimp) ist eine Singvogelart aus der Familie der Stelzen und Pieper. Sie ist in großen Teilen Subsahara-Afrikas, in Südägypten sowie Teilen des Sudans und Äthiopiens verbreitet, wo sie fast überall in offenen Habitaten vorkommt. Häufig ist sie in Siedlungs- und Gewässernähe, in Wüstengebieten sogar ausschließlich dort zu finden. Die Art ist weit verbreitet, häufig und wird von der IUCN als nicht bedroht eingestuft.

## Beschreibung

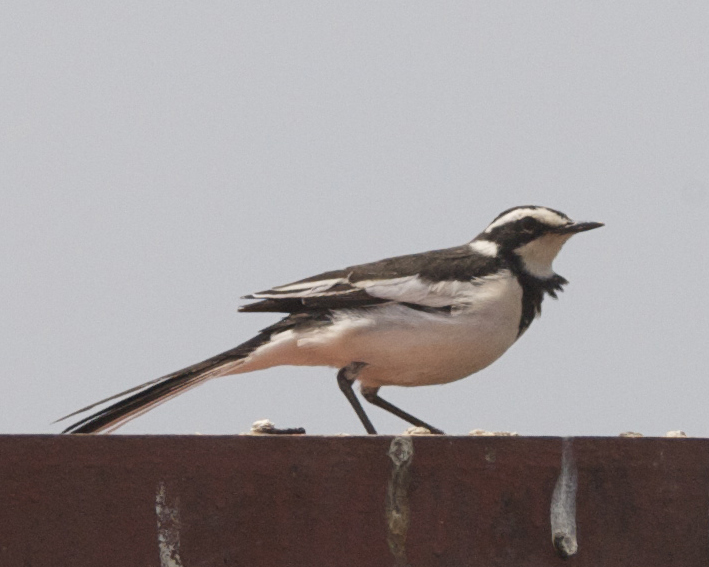
Eine Witwenstelze trotzt dem Wind

Die Witwenstelze ist mit 19 – 20,5 cm größer und kompakter gebaut als eine Bachstelze, obwohl die Flügellänge mit 84–102 mm und die Schwanzlänge mit 83–93 mm ähnlich ausfallen. Der 17–19 mm lange Schnabel ist länger und kräftiger als der der Bachstelze. Ein Geschlechtsdimorphismus ist meist nur sehr geringfügig ausgeprägt, manche Weibchen sind von Männchen gar nicht zu unterscheiden.
Im Sommerkleid sind beim Männchen der weit verbreiteten Unterart M. a. vidua große Teile der Oberseite rußschwarz, daraus stechen ein langer, breiter Überaugenstreif, ein halbmondförmiger Fleck auf den Halsseiten sowie Kinn und Kehle weiß hervor. Letztere sind gegen die weiße Unterseite durch ein breites, sichelförmiges Brustband abgegrenzt. Auch große Teile des Flügels sind weiß. Die Randdecken sind schwarz wie die Oberseite, das übrigen Armdecken überwiegend weiß mit meist nicht sichtbaren, schwarzen Basen und teils sichtbaren schwarzen Federzentren an den mittleren Armdecken. Lediglich die inneren großen Armdecken sind schwarz mit breitem, weißem Saum. Die Handdecken und die Alula sind überwiegend schwarz und teils weiß gesäumt, die Unterflügeldecken weiß. Die schwarz bis schwarzbraunen Schirmfedern sind breit weiß gesäumt. Die Schwingen sind schwärzlich mit weißen Basen und Spitzen, die inneren Hand- und die Armschwingen tragen zudem einen weißen Saum auf der Innenfahne. Auf dem ausgebreiteten Flügel bilden die weißen Schwingenbasen ein breites Band. Auf dem zusammengelegten Flügel bilden die Säume ein keilförmiges, weißes Feld, die Schwingenbasen eine Binde unterschiedlicher Ausdehnung. Die inneren vier Steuerfederpaare sind überwiegend schwarz, das vierte manchmal schmal weiß gesäumt und die äußeren beiden Paare fast komplett weiß.
Bei vielen Weibchen ist im Sommerkleid die Oberseite heller bis hin zu einem dunklen Schiefergrau, einige Individuen unterscheiden sich nicht von den Männchen. Im Winterkleid ähneln die Männchen den Weibchen im Sommerkleid, haben aber meist einen etwas dunkleren Kopf, der deutlich von der übrigen Oberseite abgesetzt ist. Die Weibchen sind im Winter oberseits noch heller grau bis braungrau als im Sommer und die Färbung des Rückens geht oft allmählich in die dunklere des Kopfes über. Im Jugendkleid sind die in den Adultkleidern schwarzen Partien matt graubraun, die weißen schmutzig weiß bis graubeige. Die mittleren Armdecken tragen dunkle Schaftstreifen. Vögel beider Geschlechter sind im ersten Winterkleid kaum von den Weibchen im Winterkleid zu unterscheiden, zeigen aber oft noch einige Federn des Jugendkleids.

## Stimme
Der Gesang der Witwenstelze unterliegt einer recht großen individuellen Variationsbreite. Zum einen kann er sehr einfach und monoton sein. Er besteht dann aus einfachen Elementen, die dem Ruf teils nicht unähnlich sind und in kurzen Strophen gereiht vorgebracht werden. Zwischen den Strophen liegen jeweils Pausen unterschiedlicher Länge, was z. B. mit wi tschu witschu witschu … wi wi tchu wi wi tschu … wi lü wi lü umschrieben werden kann. Eine andere Form des Gesangs ist sehr variantenreich und melodisch. Diese enthält flötende, ratternde, an den Wüstengimpel erinnernde, nasale Laute, Phrasen, die an den Gesang des Erlenzeisigs erinnern, Imitationen anderer Arten und in längeren Pausen eingeflochtene Rufe. Die Geschwindigkeit ist dabei teils ebenfalls sehr variabel.
Der typische Ruf ist ein metallisch lautes tschink oder tschiep. Er unterscheidet sich deutlich von entsprechenden Rufen der Bachstelze. Weiterhin ist ein dünnes tsiep oder tsiup zu vernehmen. In Erregung werden die Rufe auch gereiht.

## Verbreitung und Bestand
Die Witwenstelze besiedelt große Teile Afrikas südlich der Sahara. Weiter nördlich gelegene Vorkommen gibt es in Südägypten auf kleinen Inseln im Nassersee und entlang des Blauen und Weißen Nils im Sudan und in Äthiopien. Im südlichen Teil Afrikas fehlt sie lediglich in den südlichen und südwestlichen Wüstengebieten. Hier reicht das Verbreitungsgebiet von Sierra Leone und dem südlichen Mali ostwärts bis in den Süden des Sudans sowie in den Nordwesten und Osten Kenias. Südwärts kommt die Art bis Angola, bis ins nördliche und östliche Botswana und im östlichen Teil Südafrikas vor. Zudem reicht das Areal entlang des Oranje und des Vaal bis nach Namibia.
Bestandsdaten gibt es nicht, die Art wird aber innerhalb ihres Verbreitungsgebiets als häufig beschrieben. Lediglich in Westafrika sind die Vorkommen teils zerstreuter. Die Witwenstelze wird daher von der IUCN nicht als bedroht („least concern“) angesehen.

## Geografische Variation
Es werden zwei Unterarten anerkannt. Die im Osten Südafrikas und westwärts bis Namibia verbreitete Nominatform unterscheidet sich von der Unterart M. a. vidua durch eine schwarze Partie an den Flanken und den Brustseiten, die jedoch nicht selten von den Flügeln verdeckt werden kann. Im abgetragenen Gefieder sind oft die Brustseiten schwarz gefleckt. Zudem ist das Brustband breiter sowie der Halsfleck und der Überaugenstreif weniger ausgedehnt. Es gibt jedoch auch vidua-Individuen, die diese Merkmale aufweisen und im Nordosten Südafrikas scheint es eine Zone zu geben, in der sich beide Unterarten mischen.
- M. a. vidua Sundevall, 1850
- M. a. aguimp Temminck, 1820

## Lebensraum
Die Lebensraumansprüche ähneln denen der Bachstelze, in Wüstengebieten ist die Art jedoch stärker an menschliche Siedlungen und Wasservorkommen gebunden. Im Regenwaldgürtel kommt die Witwenstelze in Siedlungen, auf Farmen und Lichtungen sowie entlang von Straßen oder anderen Schneisen vor. Die Höhenverbreitung reicht meist bis 1500 m, in Ostafrika kommt die Art in Dörfern und an Berghütten, aber auch vereinzelt noch in Höhen von 2500–3000 m vor.

## Wanderungen
Im Allgemeinen ist die Art ein Standvogel, lokal kommt es aber außerhalb der Brutzeit zu kleineren Dismigrationen. Ansammlungen sind meist kleiner als bei der Bachstelze und umfassen nur selten mehr als 10–20 Individuen, auch wenn bisweilen Trupps von bis zu 100 Vögeln beobachtet wurden.

## Systematik
Bis in die 1960er Jahre behandelten zahlreiche Autoren die Witwenstelze als Unterart der Bachstelze. Wie auch Mamulastelze (Motacilla maderaspratensis) und Japanstelze (Motacilla grandis) sieht man sie aber heute als eigene Art an, die mit der Bachstelze und den vorgenannten Arten eine Superspecies bildet. Untersuchungen der nukleären DNA von 2001 und 2002 sowie Vergleichsuntersuchungen bezüglich Gefiederfärbung und Stimme bestätigen diese Ansicht und stellen auch die erst 2001 beschriebene Mekongstelze (Motacilla samveasnae) zu dieser monophyletischen Gruppe. Untersuchungen der mitochondrialen DNA führen zu anderen Ergebnissen und gliedern die Witwenstelze von den schwarzweißen Stelzen Eurasiens ab. Einen Artstatus für die beiden Unterarten oder eine eigene Gattung Aguimpa, wie zeitweilig vorgeschlagen, unterstützen die neueren Befunde nicht.